# Bobrowo (powiat koszaliński)
Bobrowo – nieistniejąca już osada w północnej Polsce, położona w województwie zachodniopomorskim, w powiecie koszalińskim, w gminie Bobolice. Miejscowość wchodzi w skład sołectwa Kurowo.
W latach 1975–1998 miejscowość położona była w województwie koszalińskim.
Nazwę Bobrowo wprowadzono urzędowo w 1948 roku, zmieniając niemiecką nazwę Bewerhusen.